# Multan
Multan er en by i det centrale Pakistan med 1.871.843(2017) indbyggere. Byen ligger i distriktet Punjab, ved bredden af Chenab-floden. Området omkring Multan er et af de mest benyttede landbrugsområder i Pakistan.